# Brocourt
Brocourt é uma comuna francesa na região administrativa de Altos da França, no departamento de Somme. Estende-se por uma área de 2,41 km². Em 2010 a comuna tinha 100 habitantes (densidade: 41,5 hab./km²).